# Wilczogóra, West Pomeranian Voivodeship
Wilczogóra [vilt͡ʂɔˈɡura] là một ngôi làng thuộc khu hành chính của Gmina Bobolice, thuộc quận Koszalin, Tây Pomeranian Voivodeship, ở phía tây bắc Ba Lan. Nó nằm khoảng 15 kilômét (9 mi)   phía tây bắc Bobolice, 23 km (14 mi) về phía đông nam Koszalin và 140 km (87 mi) về phía đông bắc của thủ đô khu vực Szczecin.